# Майвальтайок
Майвальтайок — река в России, протекает по территории городского округа город Кировск с подведомственной территорией Мурманской области.
Река полностью протекает по территории национального парка «Хибины» и в северной части одноименного горного массива. Впадает в залив Тульилухт Умбозера. Длина реки — 21 км, площадь её водосборного бассейна — 73,6 км².

## Данные водного реестра
По данным государственного водного реестра России относится к Баренцево-Беломорскому бассейновому округу, водохозяйственный участок реки — реки бассейна Белого моря от западной границы бассейна реки Йоканга (мыс Святой Нос) до восточной границы бассейна реки Нива, без реки Поной. Речной бассейн реки — бассейны рек Кольского полуострова и Карелии.
Код объекта в государственном водном реестре — 02020000212101000009077.